# باسل حسين البحراني
باسل البحراني ، سياسي كويتي، ونائب في مجلس الأمة الكويتي.

## عن حياته
التحق باسل حسين إبراهيم البحراني بجامعة الكويت وتخرج منها 2006 وحصل على بكالوريوس في التربية ثم الماجستير في التربية ، كما عمل في إدارة حماية الشخصيات في وزارة الداخلية ، ثم اتجه الي القطاع الخاص.

## السيرة البرلمانية
شارك في إنتخابات مجلس الأمة الكويتي 2022 وحصل على 1292 صوتًا مُحققًا المركز السادس عشر في الدائرة الأولي وخسر ، ثم عاد وترشح في انتخابات مجلس الأمة الكويتي 2023 عن الدائرة الاولي أيضا وحصل على المركز الخامس عشر برصيد 1557 صوت وخسر أيضا ، الا أنه ترشح ايضا في إنتخابات انتخابات مجلس الأمة الكويتي 2024 وحصل على 3631 صوتًا مُحققًا المركز السادس وفاز بالانتخابات.